# Pawlo Rosenko

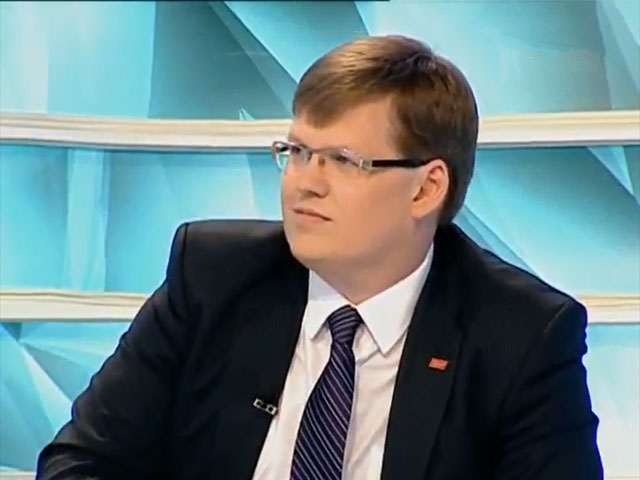
Pawlo Rosenko 2013

Pawlo Walerijowytsch Rosenko (* 15. Juli 1970 in Kiew, USSR) ist ein ukrainischer Politiker.
Er ist Mitglied der Partei Ukrainische demokratische Allianz für Reformen, die bei der Parlamentswahl in der Ukraine 2014 im Block Petro Poroschenko antrat.
1993 absolvierte er das Polytechnische Institut in Kiew und hat von 1993 bis 1994 bei der Nationalen Fernsehgesellschaft der Ukraine gearbeitet. Anschließend begann er eine Karriere in der Politik.
2005/06 war er stellvertretender Minister für Arbeit und Sozialpolitik der Ukraine und von 2006 bis 2008 Leiter der Sozialpolitik des Präsidenten der Ukraine Wiktor Juschtschenko. Im Anschluss war er erneut bis März 2010 Stellvertretender Minister für Arbeit und Sozialpolitik. Von März 2010 bis Oktober 2012 war er Experte für Sozialpolitik beim Zentrum Rasumkowa (voller Name: Ukrainisches Zentrum für Ökonomie und politische Studien benannt nach Olexander Rasumkow/ ukr. Український центр економічних і політичних досліджень імені Олександра Разумкова).
Seit Oktober 2012 ist er Abgeordneter der Werchowna Rada und seit dem 2. Dezember 2014 Sozialminister der Ukraine im zweiten Kabinett von Arsenij Jazenjuk. In der darauf folgenden Regierung von Wolodymyr Hrojsman wurde er am 14. April 2016 einer der Vizeministerpräsidenten des Kabinett Hrojsman.
Rosenko ist der Verfasser von über 100 Artikeln und Publikationen über Arbeitslöhne, Sozialpolitik, Rentenreform, das Vergütungs- und Abfindungssystem der Ukraine und weiteres.
Rosenko ist verheiratet und hat zwei Kinder.